# St. Bartholomäus (Willersdorf)

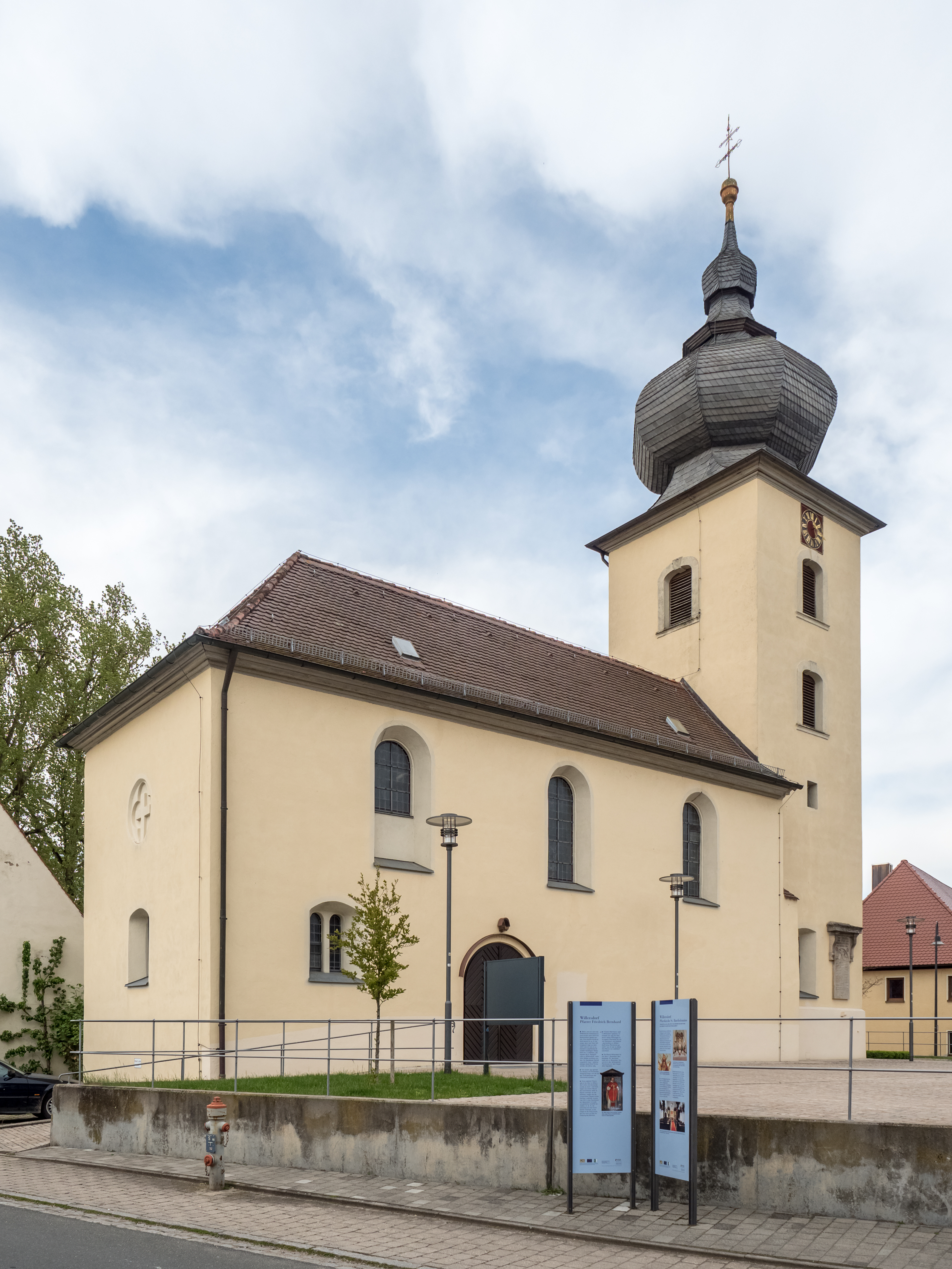
St. Bartholomäus (Willersdorf)

Die römisch-katholische, denkmalgeschützte Pfarrkirche St. Bartholomäus steht in Willersdorf, einem Gemeindeteil der Gemeinde Hallerndorf im Landkreis Forchheim (Oberfranken, Bayern). Die Kirche ist unter der Denkmalnummer D-4-74-133-75 als Baudenkmal in der Bayerischen Denkmalliste eingetragen. Die Kirchengemeinde gehört zum Seelsorgebereich Jura-Aisch im Dekanat Forchheim des Erzbistums Bamberg.

## Beschreibung
Die Saalkirche wurde 1701 nach einem Entwurf von Bonaventura Rauscher erbaut. Sie besteht aus einem Langhaus und einem Chorturm, dessen zwei Geschosse von 1457 aufgestockt wurden, um die Turmuhr und den Glockenstuhl unterzubringen, und der mit einer schiefergedeckten Zwiebelhaube bedeckt wurde. Im Glockenstuhl hängen drei Kirchenglocken, eine ist historisch, die beiden anderen wurden Anfang der 1950er Jahre von J. F. Weule gegossen. 
Das Erdgeschoss des Chorturms ist mit einem Kreuzrippengewölbe überspannt, das Langhaus hat eine stuckierte Flachdecke. Zur Kirchenausstattung gehört der barocke Altar im Chor, auf dessen Altarretabel Bartholomäus dargestellt ist. Die hölzerne Kanzel von 1610 ist mit Intarsien geschmückt. Im linken Seitenaltar ist Maria als Himmelskönigin dargestellt, im rechten der Auferstandene. Die Orgel mit neun Registern, einem Manual und einem Pedal hat Josef Wiedemann 1864 gebaut.